# Hopfenstopfen
Mit Hopfenstopfen (auch Kalthopfung genannt) wird im Rahmen des Bierbrauens eine Hopfengabe bezeichnet, die erst nach der Hauptgärung erfolgt.

## Technik
Hopfenstopfen wird angewendet, weil die gärende Bierwürze und der sich dabei bildende Alkohol im Lagertank die Hopfen-Aromen besonders gut extrahieren. Aufgrund der niedrigen Temperaturen werden kaum Bitterstoffe (Alphasäuren) aus dem Hopfen gelöst, die aromatischen ätherischen Öle des Hopfens hingegen werden gut in die Würze eingebunden. Beim Hopfenkochen vor der Hauptgärung ist es umgekehrt: durch die hohen Temperaturen werden die Bitterstoffe aus dem Hopfen gelöst und die ätherischen Öle verflüchtigen sich dabei. Deshalb werden für das Hopfenstopfen vorwiegend Aromahopfensorten und keine Bittersorten verwendet. Der Hopfen wird hierzu in einen Sack (ähnlich einem Teebeutel) aus lebensmittelechtem Material gesteckt. Die Hopfenreste setzen sich am Gefäßboden ab und werden entfernt. Alternativ werden dem Lagertank Hopfenpellets beigegeben.
Früher wurden auch in Deutschland Biere oftmals hopfengestopft, um ihre Haltbarkeit zu verlängern. Heutzutage wird diese Technik vor allem von Craft-Brauern angewendet, um ihren Bieren weitere Aromen zuzugeben. Der englische Bierstil India Pale Ale ist ein typischer Vertreter hopfengestopfter Biere.